# Spicy Box
Spicy Box est un groupe de fusion français, originaire de Saumur, mêlant hip-hop, punk rock et electro. Actif dans les années 1990, le groupe se composait de neuf membres.

## Biographie
Spicy Box est formé en 1993. En 1997, ils sortent leur album Mouvements au label Island Records.

## Membres
- Frédéric Duzan (Zed) - guitare, clavier, chant
- Frédéric Janin (Fanfan) - chant, percussions
- Marc Leclaircie (Daron) - guitare
- Olivier Brestin - basse
- Vincent Refray - batteries acoustiques et électroniques
- Alain Lesparat - technicien son
- Vincent Ecault - roadie
- Zaz - manageuse de tournée

## Distinctions
- Victoires de la musique 1998 : nommé dans la catégorie « Meilleur album dance » avec l'album Mouvements

## Discographie
- 1995 : Spicy Box (Crash Disques)

1. Big Up
2. Wanna Be Bree
3. Jamais Soumis
4. Une Seule Humanité
5. Fuckin Faaast
6. Le Futur
7. Pas de Visa
8. Noir de Peau

- 1996 : Mini EP 3 titres Eponyme (Island)

1. Crier
2. L'autre
3. Seconde phase

- 1997 : Mouvements (Island)

1. Tenez Votre Police en Laisse
2. Plein Pouvoir à ton Corps
3. Ololo Ouma
4. Le Savoir
5. Tout le Monde Suce
6. L'Instinct
7. Pas le Micro
8. + Vite Ke la Musik
9. Dernière Génération
10. Désaxés
11. Mouvement pour l'Immigration

- 2000 : Love and Revolution (Island)

1. Drop That
2. Do you like rock'n'roll
3. My music
4. Don't stop da mix
5. Must have been the devil...
6. Love revolution
7. Snipper Av
8. Samara
9. The price of freedom
10. Punks in heaven
11. So free

## Collaborations
- 1996 : Tchatche Attack (Crash disques)Kabal (groupe), Spicy Box, La Casa Del Phonky, Sergent Garcia, Toto Bavarois, Dubble M.D, E=2MC, Lesstoobdeum Posse, Le Tone, Radar Junior, Hypnotic Gang, Pasteur G, Jendah Manga + Papa Loco, Bouducon Production, L.I.S, Timide Et Sans Complexe.